# Torre de Cristal
De Torre de Cristal (Kristallen toren) is een wolkenkrabber gelegen in de Spaanse hoofdstad Madrid. 
De toren is 249,5 meter hoog en is daarmee het op een na hoogste gebouw van het land, na de nabijgelegen Torre Cepsa. De Torre Cepsa, toen nog Torre Caja Madrid genoemd, was iets langer in aanbouw  maar werd uiteindelijk wel 89 centimeter hoger dan de Torre de Cristal. In april 2007 passeerde het gebouw de hoogte van de toen nog als Torre Espacio gekende wolkenkrabber en was het dus tijdelijk de hoogste constructie van Spanje. De toren staat op de lijst van hoogste gebouwen van Europa.
Het bouwwerk is onderdeel van de zakenwijk Área de negocios de Cuatro Torres, opgebouwd met eerst vier, later vijf kantoortorens. De vier eerste torens zijn de vier hoogste bouwwerken van Spanje, de in 2020 toegevoegde toren moet nog twee andere bouwwerken voorlaten, en was in 2021 het op zes na hoogste gebouw van Spanje. De hoogte van de torens zijn 250 meter voor de Torre Cepsa, dan 249 meter voor de Torre de Cristal, 236 meter voor de Torre PwC, 224 meter voor de Torre Emperador Castellana en 181 meter voor de Caleido, afgewerkt in 2020 en ook gekend als de Quinta Torre. De zakenwijk ligt aan de belangrijke verkeersas Paseo de la Castellana in het noordelijk Madrileens district Fuencarral-El Pardo, op de grens met het district Chamartín.